# Sergio Llamas
Sergio Llamas Pardo (ur. 6 marca 1993 w Vitoria) – hiszpański piłkarz występujący na pozycji pomocnika w Deportivo Alavés.

## Statystyki klubowe
| Sezon   | Klub             | Kraj      | Liga               | Mecze | Bramki | Puchar Kraju | Mecze | Bramki |
| ------- | ---------------- | --------- | ------------------ | ----- | ------ | ------------ | ----- | ------ |
| 2012/13 | Deportivo Alavés | Hiszpania | Segunda División B | 4     | 0      | Puchar Króla | 2     | –      |
| 2013/14 | Deportivo Alavés | Hiszpania | Segunda División B | 0     | 0      | –            | –     | –      |
| 2014/15 | Deportivo Alavés | Hiszpania | Segunda División   | 4     | 0      | Puchar Króla | 2     | 0      |
| 2015/16 | Deportivo Alavés | Hiszpania | Segunda División   | 39    | 9      | Puchar Króla | 1     | 0      |
| 2016/17 | Deportivo Alavés | Hiszpania | Primera División   | 39    | 9      | -            | -     | -      |
| 2017/18 | Real Unión       | Hiszpania | Segunda División B | 25    | 1      | Puchar Króla | 1     | 0      |

Stan na: 3 czerwca 2018 r.